# Shaman
Shaman (рус. Шама́н; настоящее имя — Яросла́в Ю́рьевич Дро́нов; род. 22 ноября 1991, Новомосковск, Тульская область, РСФСР, СССР) — российский певец, композитор и автор песен. Заслуженный артист Российской Федерации (2024). Представитель России на конкурсе песни  Интервидение-2025.
В 2013 году Дронов выступал на шоу «Фактор А», а в 2014 году — на российской версии шоу «Голос». В 2020 году взял сценический псевдоним Shaman. Приобрёл популярность в 2022 году на фоне вторжения России на Украину, исполнив песни «Встанем», «Я русский» и другие композиции патриотической тематики.
В дискографии имеет более 50 синглов, самыми популярными из которых являются «Встанем» и «Я русский».
За поддержку российского вторжения на Украину находится под санкциями 27 стран Евросоюза, Украины и Канады.

## Биография
В 4 года родители отдали Дронова в местный детский вокально-эстрадный коллектив «Ассорти». Он окончил музыкальную школу по классу «Народное пение», затем Новомосковский музыкальный колледж (специальность «Руководитель народного хора»). В 15 лет стал выступать в местном ресторане.
После переезда в Москву окончил в 2016 году Российскую академию музыки имени Гнесиных, поступив со второго раза (факультет эстрадно-джазового пения). Дронов защитил дипломный реферат на тему «Некоторые особенности успешной рекламы музыкального произведения и её влияние на процесс исполнения эстрадно-джазового певца». В ноябре 2023 года сетевое сообщество «Диссернет» обнаружило, что дипломная работа Shaman содержит свыше половины заимствований из статей Википедии: «Популярная музыка», «Поп-музыка» и «Звукорежиссёр». Однако в РАМ имени Гнесиных заявили, что дипломный реферат Ярослава Дронова проходил проверку на антиплагиат, оригинальность текста составила не менее 60 %, что позволило допустить Дронова к защите выпускной квалификационной работы, за которую он получил «отлично».
В 2013 году принял участие в третьем сезоне проекта «Фактор А». В отборочном туре исполнил песню «Дельтаплан» Валерия Леонтьева. Председатель жюри Алла Пугачёва положительно оценивала выступления Дронова, его голос, характеризовала его как «олицетворение нового поколения звёзд». Вместе с тем она отмечала, что Ярославу придётся долго самоутверждаться. В финале конкурса Ярослав занял третье место и получил специальный приз от Аллы Пугачёвой — премию «Золотая звезда Аллы».
В сентябре 2014 года стартовал третий сезон шоу «Голос», куда прошёл и Дронов (в тот раз он исполнил песню «Знаешь»). Во время «слепого прослушивания» к исполнителю повернулись два члена жюри из четырёх — Дима Билан и Пелагея. Ярослав решил войти в команду Пелагеи. В финале сезона Ярослав Дронов занял второе место.
С 2014 по 2017 год был солистом группы «Час пик», которая исполняла кавер-версии различных песен. С 2017 года Ярослав занимается сольным творчеством. В 2018 году выпустил кавер песни «Танцы на стёклах» (по состоянию на май 2023 года более 57 млн просмотров на YouTube).

## Деятельность под псевдонимом Shaman
С 2020 года Дронов выступает под сценическим псевдонимом Shaman. По его словам, этот псевдоним ему дали поклонники и потому как он сам хотел разделить сценическую жизнь и реальную. Тогда же начал носить дреды. По его мнению, «это фишка, которая даёт возможность глазу зацепиться за исполнителя». В сентябре 2021 года, Дронов удалил все публикации из своего аккаунта Instagram, а также потребовал удалить некоторые видео «Час Пик» со своим участием. Слова и музыку песен пишет самостоятельно. В его песнях переплетаются современные музыкальные мотивы с элементами этнического вокала.
Осенью 2021 года в Интернете, в частности, в TikTok, получила популярность его песня «Улетай» (текст куплетов собственный, а припев — текст хора половецких невольниц из оперы «Князь Игорь» композитора Александра Бородина). Вскоре музыкант начал сотрудничество с продюсером Виктором Дробышем. Заявляется, что Дробыш продвигает творчество Shaman’a и занимается дистрибуцией его песен, а Ярослав Дронов пишет песни и продюсирует своё творчество. В дальнейшем композиции певца «Теряем мы любовь», «Ты моя», «До самого неба» попали в топы музыкальных чартов.

### 2022
23 февраля 2022 года артист выпустил сингл «Встанем». Песня посвящена памяти героев Великой Отечественной войны. 26 июня композиция прозвучала целиком в программе «Вести недели», что является прецедентом для данной новостной программы. По состоянию на декабрь 2023 года, клип на песню собрал более 56 млн просмотров на YouTube.
3 марта 2022 года состоялся первый большой сольный концерт музыканта в Москве, после чего начался гастрольный тур по городам России.
18 марта 2022 года выступил на митинг-концерте в Лужниках, приуроченном к восьмой годовщине аннексии Крыма Россией; 22 сентября — в День государственного флага, исполнил в Крыму гимн России; 30 сентября выступил на концерте «Выбор людей. Вместе навсегда», посвящённом аннексии территорий Украины, оккупированных в 2022 году.
22 июля Shaman выпустил клип на песню «Я русский», который за первые сутки собрал 1 млн просмотров на YouTube, а по состоянию на ноябрь 2023 года — более 43 миллионов. 30 августа 2022 года на песню и клип Александром Гудковым была выпущена пародия «Я узкий». В День народного единства состоялась всероссийская акция, в ходе которой более 10 тысяч исполнителей исполнили песню «Я русский» и разместили в социальных сетях видеоролики, часть из которых вошла в общий клип с исполнением песни.
В День Государственного флага Российской Федерации, в Крыму исполнил Гимн России; исполнение вошло в список музыкальных трендов YouTube.
После отказа музыканта от предложенной Владимиром Киселёвым поездки на Донбасс летом 2022 года его песни исчезли из эфира «Русского радио», а участие в премии RU.TV — аннулировано. В сентябре 2022 года музыкант объявил о запуске собственного продюсерского центра под названием «Shaman», добавив, что его сотрудничество с Виктором Дробышем прекращено в связи с истечением срока контракта.
14 октября выпустил песню «Вызов», ставшую саундтреком для одноимённого шоу телеканала ТНТ.

### 2023
26 января Shaman выпустил песню «Исповедь», которая, по его словам, является «диалогом с Богом». В клипе музыкант состриг свои дреды. За первые сутки клип на песню набрал более 1 млн просмотров на YouTube. Следующий клип «Моя Россия», выпущенный 23 февраля 2023 года, также собрал миллион просмотров на YouTube за первые сутки. Клип был снят в Новомосковске. Кроме самого певца, в нём приняли участие его родители, бабушка и дедушка.
В январе-феврале музыкант выступил с серией концертов на аннексированных Россией территориях Украины: в Луганске, Мариуполе и Геническе. Также музыкант регулярно выступает на прокремлёвских концертах, пропагандистских провоенных мероприятиях и «патриотических» концертах. Также Дронов выступил перед участниками нападения на Украину, которые проходили лечение в госпитале Подольска
12 апреля Shaman выпустил песню «Мы» вместе с первым клипом. Второй клип был опубликован 20 апреля — в день рождения Адольфа Гитлера. Ряд обозревателей отметили, что эстетика клипа напоминает нацистскую: образ Shaman напоминает юношу-нациста из фильма «Кабаре», певец носил кожаную куртку с повязкой в виде российского флага на левом плече, а также взмахивал левой рукой на уровне груди.
20 июля Shaman выпустил песню «Мой бой», название которой было переведено в немецких субтитрах к клипу YouTube как «Mein Kampf».
В августе певец исполнил партию князя Владимира в этно-опере «Князь Владимир», на которую был выделен грант Президентским фондом культурных инициатив.
9 сентября в День города Тулы артист выпустил свой дебютный двойной альбом «Сделано в России». В него вошло 14 раннее вышедших синглов и 6 новых песен. Первая пластинка называется «О России», вторая — «О любви».
Дронов стал доверенным лицом Путина на президентских выборах 2024 года.

### 2024
Первым синглом Дронова стала композиция «Живой».
В канун 8 марта Дронов выпустил клип на новую песню «Мама». Слова к композиции написала Наталья Касимцева, а музыку Максим Фадеев. Сам Shaman утверждает, что песня была подарена ему на день рождения:
Родные, в день моего рождения Максим Фадеев сделал мне очень дорогой подарок. Он подарил свою песню. А слова для неё написала Наталья Касимцева.
Услышав композицию впервые, я сразу подумал про детей, которым некому сказать самое простое и привычное слово, первое в жизни любого из нас и звучащее на многих языках мира одинаково.
Съёмки клипа происходили в детском доме Тулы. Артист писал о съёмках клипа следующее:
Для съёмок клипа я поехал в детский дом, расположенный в родной мне Тульской области, и провёл там целый день с ребятами. Мы общались, рисовали, играли и, конечно, пели.
За один день клип набрал более двух миллионов просмотров на YouTube. 8 марта сингл появился на всех цифровых площадках.
24 марта выпустил сингл «Реквием 22.03.24», посвящённый теракту в «Крокус Сити Холле». Песня была написана за 1 день. Клип на композицию за сутки собрал более 4 миллионов просмотров на YouTube.
16 мая был выпущен новый клип «Любимая женщина».

### 2025
15 августа 2025 года Дронов вместе с делегацией Государственной думы отправился в Пхеньян, КНДР, масштабно выступив на концерте в честь 80-летия Освобождения Кореи. Ранее песни SHAMAN уже неоднократно исполнялись народными исполнителями Кореи.

## Личная жизнь
С 2012 по 2016 год Дронов был женат на учительнице пения Марине Рощупкиной (род. 1985), с которой познакомился в родном Новомосковске. У них есть дочь Варвара, которая родилась в 2014 году и проживает с матерью.
С 2017 года был женат на Елене Мартыновой. С 2012 года Мартынова работает в пиар-отделе USM Holdings Алишера Усманова, с 2018 года занимает должность заместителя генерального директора по стратегическим коммуникациям и продвижению бренда компании «Мегафон». Незадолго до свадьбы с Дроновым Елена развелась с первым мужем Александром Цыпкиным и планировала переехать в Лос-Анджелес, но перед отъездом «встретила свою любовь». Мартынова отвечала за сценический имидж певца, а также сопровождала его на рабочих встречах в медиахолдингах и на радио. Елена старше супруга на 14 лет. 26 сентября 2024 года артист заявил о разводе с Еленой.
9 марта 2025 года во время выступления объявил, что состоит в отношениях с главой «Лиги безопасного интернета» Екатериной Мизулиной (род. 1984).

## Оценки творчества

### Музыкальная критика
Музыкальный критик Евгений Бабичев пишет, что у Дронова «индивидуальный образ, манера, вокальные переливы, которые редко встречаются среди молодых артистов. Возможно, это голос нового поколения». Критик отмечает, что Дронов ведёт «патриотическую линию», которая обычно свойственна певцам вроде Олега Газманова и Григория Лепса с аудиторией людей старше 50 лет, но при этом ориентирован на молодёжь. Позднее Бабичев отметил, что певец не показывает творческого развития, разрабатывая одну и ту же патриотическую тему.
Музыкальный критик Павел Рудченко акцентирует внимание на хороших вокальных способностях певца:
«Вокалист с хорошими данными. Сам Ярослав при записи использует простейшие эффекты, особо не обрабатывая свой голос».
Критично отнесся к творчеству музыкальный критик Артемий Троицкий:
«Стюардессу откопали в полный рост, сплели дреды, и теперь все надежды продюсеров-патриотов связаны с новым лицом. Это певец Ярослав Дронов, 31 год, погоняло Shaman — почему-то латинскими буквами. Сначала прогремела по всем каналам песня „Я русский“, а затем он же возглавил сборную несвежих российских попсовиков (минус Киркоров, что загадочно), хором спевших „Встанем!“… Shaman — это Кобзон сегодня? Массовая песня возвращается? Нет и нет. Как бы ни старались…».
Литературный и музыкальный критик Ян Шенкман охарактеризовал творчество певца так:
«Теперь он Кобзон, Лещенко и Магомаев в одном флаконе. Голос „спецоперации“. Какое время, такой и Лещенко».
Музыкальный критик Екатерина Кретова отмечает, что Shaman обладает хорошими композиторскими и вокальными данными, называет его явлением поп-культуры и считает одним из лучших в своём жанре.
Музыкальный критик Александр Уманчук отметил большое количество дизлайков к клипам Shaman на Ютубе, посчитав, что:
«по количеству дизов Ярослав может соперничать только с Тимати и Гуфом и их печально известной песней про Москву».
Музыкальные критики Олег Кармунин и Денис Бояринов считают, что тексты песен Shaman абстрактные и не содержат прямой пропаганды войны с Украиной, однако Бояринов отметил, что вместо этого данные элементы присутствуют в клипах. При этом Бояринов считает, что Shaman не является «кремлёвским проектом» несмотря на сотрудничество с властями, так как, по его мнению, власть не способна работать с музыкальной пропагандой, что не позволило бы исполнителю получить популярность. По мнению Кармунина, Дронов пытается дистанцироваться от политического аспекта российско-украинской войны в своих песнях и интервью, однако «стал немного заложником этого своего патриотического имиджа», и, по мнению критика, «он немного заигрался в эту историю».
Композитор Максим Фадеев положительно оценил творчество певца: «Сейчас же модно ругать страну, а он выбрал совершенно другой путь, правильный. <…> Для меня Shaman — это символ сегодняшнего времени и сегодняшней внутренней российской повестки».
Композитор Игорь Матвиенко отмечает в Дронове следующее: «Меня в нём очень подкупает фольклорное образование. В своих песнях, в их интонациях он это использует, причём не очень много, но очень правильно».
Этно-музыколог Екатерина Романова отметила, что композиции Дронова содержат признаки «народности» и романсовости, а вокал певца — хорошо поставлен. Касаясь темы возможного плагиата, Романова указала на то, что припев песни «Встанем» начинается с той же последовательности аккордов, что и припев песни «Офицеры» Олега Газманова, но песни имеют разные гармонии во вступлении и куплетах; в припевах песен «Я русский» Shaman и «It’s my life» американской рок-группы Bon Jovi последовательности аккордов совпадают по соотношению ступеней гаммы.
Музыкальный продюсер Алексей Остудин называет последнее творчество Дронова «качественным коммерческим патриотизмом». Остудин отмечает, что «в Shaman’е соединяется харизма, хороший голос и стиль рок-звезды, который интересует молодую аудиторию».
По мнению поэта-песенника Ильи Резника Shaman является сугубо коммерческим проектом «за выступления которого просят миллионы рублей, поэтому его и крутят».

### Другие оценки
Телеканал «Дождь» называет певца «голосом войны». По мнению Meduza, Дронов «воспользовался войной, чтобы перезапустить творческую карьеру — и в итоге в считаные месяцы стал главным „патриотическим“ артистом страны».
Правозащитник Андрей Алешкин предположил, что творчество Дронова пытаются искусственно продвинуть в массы, и раскритиковал музыканта за дреды и псевдоним на латинице.
Кинорежиссёр и журналист Мумин Шакиров относит Дронова к деятелям культуры которые поддерживают войну на Украине, при этом отмечает что певец находится в образе «образца арийской расы. И все его песни — „Мой бой“, „Моя борьба“, Mein Kampf — это яркое выражение нового русского порядка». Аналогичного мнения придерживается российский писатель Дмитрий Глуховский, пояснив что Дронов «работает в эстетике Третьего рейха»: «все побоялись пачкаться, а ему было все равно, потому что он увидел для себя какие-то сияющие горные вершины. И его, в общем, фашистские частушки поэтому и были растиражированы»
По мнению обозревателя Новой Газеты Вячеслава Половинко, «весь репертуар Shaman`а — это квинтэссенция квасного патриотизма плюс любовная лирика уровня: „Чувствую тебя кожей, / Вместе мы с тобой сможем / Всё перенести, / Господи, прости, / Дай нам в один день уйти“. Простейшие тексты с абсолютным отсутствием сюжета и подобными конструкциями — стандартная схема для создания хита… Ярослав Дронов — это эрзац патриотизма, а не его воплощение, человек, который имитирует страсть к Родине».
По данным опроса ВЦИОМ, Shaman стал вторым по популярности исполнителем в России в 2022 году после Олега Газманова. В 2023 году, по опросу, Shaman самым популярным певцом страны, обойдя Олега Газманова, при этом социологи отмечают что ядро аудитории Shaman`а составляют люди старшего возраста, женщины и жители Урала и Дальнего Востока. На IX Санкт-Петербургском международном культурном форуме творчество певца высоко оценил кинорежиссёр Никита Михалков.
Российский писатель и журналист Михаил Зыгарь заявил: «Лена сделала Ярика первым человеком на деревне — думаю, для неё это большое человеческое счастье. Сначала мне было даже смешно за этим наблюдать», но сейчас «это уже не смешно, это преступная херь», поскольку популярность Шамана в России вызвана «огромным запросом» на фашизм: «Она практически бросилась вместе с мужем в бассейн с кровью — типа, вы все боитесь испачкаться, а мы будем купаться».
Владелец «Русской медиагруппы» Владимир Киселёв заявлял, что многие российские звезды отказываются от участия в сборных концертах с SHAMAN из-за его неискренности на сцене и того, что «это абсолютно кремлёвский продукт». Также он обвинил музыканта в «расчистке поляны для себя в ущерб другим» и в отсутствии помощи российской армии, так Киселёв неоднократно критиковал певца за то, что он отказывался от концертов в самопровозглашенных ДНР и ЛНР, «потому что его жена не пускает».

## Санкции
17 марта 2023 года МИД Латвии ввёл санкции в отношении Дронова, запретив ему въезд в страну в числе российских культурных деятелей, поддержавших войну на Украине. 20 июля Дронов внесён в санкционный список Канады против «лиц, использующих своё искусство для пропаганды вторжения». Ранее Дронов был внесён ФБК в список коррупционеров и разжигателей войны за активную поддержку войны.
24 июня 2024 года Дронов был включён в санкционный список стран Евросоюза.

С начала агрессивной войны России против Украины он многократно принимал участие в организованных Кремлём концертах, в том числе в юбилейных мероприятиях, посвящённых войне, давал концерты в незаконно оккупированных регионах Украины, в том числе в рамках мероприятий для Вооружённых сил России. Таким образом, Ярослав Дронов поддерживает действия и политику, которые подрывают территориальную целостность и суверенитет Украины— «Официальный журнал Европейского союза», Брюссель, 24 июня 2024 года
4 июля 2024 года, после обращения в Google литовской комиссии по радио и телевидению с требованием удалить аккаунты лиц, включённых в санкционные списки ЕС, YouTube заблокировал официальный канал певца, на момент блокировки у него было 2,78 млн подписчиков. Ранее страница и треки Дронова были удалены со стримингового сервиса Spotify.
25 февраля 2025 года СБУ заочно сообщила Дронову о подозрении в совершении преступления по статье 436-2 УК (оправдание российской агрессии против Украины). По данным следствия, Дронов «публично поддерживает и пропагандирует войну России против Украины», а также «прославляет» участников нападения на Украину.
26 июня 2025 года Дронов попал под санкции Австралии «для привлечения России к ответственности за незаконное вторжение в Украину».

## Дискография
Дискография российского исполнителя, композитора и автора песен Shaman состоит из одного студийного альбома, 53 синглов и 26 клипов. Цифровая дистрибуция песен музыканта на стримингах начинается с 2020 года. Более ранние песни Дронов выпускать пока не планирует.

## Награды и звания
- В апреле 2022 года за песню «Встанем» получил премию Music Box Gold в номинации «Золотой хит»[110].
- В ноябре 2022 года получил премию OK! Awards «Больше чем звёзды» в номинации «Новые лица. Музыка»[111].
- В декабре 2022 года получил национальную премию в области креативных индустрий Russian Creative Awards в специальной номинации[112].
- В декабре 2022 года стал лауреатом телефестиваля «Песня года» как автор песни «Встанем»[113].
- В апреле 2023 года губернатор Тульской области Алексей Дюмин вручил певцу медаль «За самоотверженность и единство»[114].
- В июне 2023 года за песню «Встанем» музыкант получил «Национальную премию интернет-контента» в номинации «Лучший музыкальный трек», а песня «Я русский» победила в номинации «Социальный интернет-триггер»[115].
- В мае 2024 года получил премию Министерства обороны РФ в области культуры и искусства — в номинации «Музыкальное искусство» (за высокое мастерство при исполнении патриотических песен)[116].
- В июне 2024 года получил премию Муз-ТВ в номинации «Новая легенда»[117].
- Почётное звание «Заслуженный артист Российской Федерации» (22 июля 2024 года) — за большой вклад в развитие отечественной культуры и искусства, многолетнюю плодотворную деятельность[118][119].

## Документальные фильмы и телепередачи
- 2022 — «Новые песни о главном. Как певец Shaman стал голосом национальной гордости» (Россия-24)[120].
- 2022 — «Малахов» — выпуск «Певец SHAMAN — русский посланник Ванги» (Россия-1)[121].
- 2023 — «Песни от всей души» (Россия-1)[122].